# Ray Perrault
Pour les articles homonymes, voir Raymond Perrault et Perrault.
Raymond Joseph Perrault (6 février 1926-24 novembre 2008) est un homme politique canadien de la Colombie-Britannique. Il débute en politique en devenant chef du Parti libéral de la Colombie-Britannique en 1959. Député provincial libéral de la circonscription britanno-colombienne de North Vancouver de 1960 à 1966, il devient ensuite celui de North Vancouver-Capilano jusqu'à sa démission en 1968.
Sur la scène fédérale, Perrault député libéral de Burnaby—Seymour de 1968 à 1972. Nommé au Sénat en 1973, il entre au cabinet de Pierre Trudeau à titre de représentant du gouvernement au Sénat de 1974 à 1979 et de 1980 à 1982, ainsi qu'au poste de ministre d'État de la Santé et du Sport amateur  de 1982 à 1983. Il demeure au Sénat jusqu'à sa retraite en 2001.

## Biographie
Né à Vancouver en Colombie-Britannique, Perrault naît dans une famille aux racines libérales profondes. Son grand-père maternel arrive de l'Ontario et s'enrôle lors de la rébellion du Nord-Ouest contre les métis mené par Louis Riel. Le grand-père partenel de Perrault provenaît du Québec où Riel était considéré comme un héros. Perrault étudie à l'école Sir Guy Carleton et à la John Oliver Secondary School (en) de Vancouver.
Après avoir gradué en économie et sciences politiques de l'université de la Colombie-Britannique, il devient consultant en communication et travaille pour la radio, la publicité et les relations publiques.
Il sert également au conseil d'administration de la Fondation Terry Fox. Passionné de sport, il sert en tant que directeur pour les Canucks de Vancouver et en tant que président honoraire des Canadiens de Vancouver. Il participe sans succès afin de faire venir une équipe de la Ligues majeures de baseball à Vancouver durant les années 1980.
Perrault meurt à North Vancouver des suite du Parkinson en novembre 2008 à l'âge de 82 ans,.